# Catharina Palmér
Catharina Palmér (Karlskrona, 10 januari 1963) is een Zweeds componiste, organiste, pianiste en violiste.

## Levensloop
Palmér studeerde muziektheorie, orgel, piano, viool en compositie aan de Kungliga Musikhögskolan te Stockholm. Aldaar behaalde zij in 1998 het diploma in compositie. Tot haar leraren behoorden Sven-David Sandström, Pär Lindgren en in Kopenhagen Per Nørgård.
Als componiste heeft zij tot nu (2010) meer dan vijftig werken op haar naam staan. Haar composities werden uitgevoerd door het "Sveriges Radios Symfoniorkester (Zweeds Radio Symfonie Orkest)", de "Stockholm Blåsarsymfoniker (Symfonisch blaasorkest van Stockholm)", het "Akademiska Kören i Stockholm (Academisch Koor van Stockholm)", het "Stockholm Saxofonkvartett" en het "Slagverksensemblen Kroumata", maar ook in Denemarken, Finland, Frankrijk, Nederland en in de Verenigde Staten. Zij was vertegenwoordigd met composities tijdens het "Stockholm New Music" festival in 1996. Zij kreeg een studiebeurs van de Koninklijke Muziekacademie voor het buitenland. Zij voltooide haar studies in de Verenigde Staten bij Don Freund aan de Indiana University te Bloomington en promoveerde in 2004 tot Doctor of Musical Arts. Sinds 1999 is zij lid van de Vereniging van Zweedse componisten. 
In 2002 won ze de compositiewedstrijd van het hedendaagse Vocaal Ensemble aan de Indiana University te Bloomington. In 2003 won zij de tweede prijs in de compositiewedstrijd van de Danska kammarkören Hymnias internationella kompositionstävling Vattenverk (Deense Kamerkoor Hymnias international compositiewedstrijd Waterwerken) met het stuk Kissrain, Watersleep voor kamerkoor en twee slagwerkers.

## Composities

### Werken voor orkest
- 1993 Cur, voor orkest
- 1999 Counterpoint to Silence, voor orkest
- 1999 Seeds of light, voor strijkorkest
- 2005 Images unseen, voor strijkorkest
- 2006 Färd genom ögonblicket, voor spreker (ad libitum) en orkest - tekst: Tomas Tranströmer
- 2007 Symfonie nr. 1 "Nuances", voor gemengd koor en orkest - tekst: William Shakespeare, William Blake, Percy Bysshe Shelley - première: 25 oktober 2007, Helsingborg, Konserthuset door het Helsingborgs Konserthuskör, Helsingborgs Symfoniorkester o.l.v. Johannes Gustavsson
  1. Lamentation (black and blue)
  2. Chaos, feelings and fire (red)
  3. Liturgy (white)
  4. Lullabye (green)
  5. Conclusion (gold)

### Werken voor harmonieorkest en brassband
- 1991 Tones, voor harmonieorkest - première: 28 september 1992, door Stockholms blåsarsymfoniker o.l.v. Arie van Beek
- 1993 Fanfar : över temat Litet bo jag sätta vill, voor harmonieorkest
- 1994 At Lucifer's, voor brassband

### Cantates
- 1997 Kantat till invigningen av Aula magna (vid Stockholms universitet), cantate voor spreker, sopraan, gemengd koor en koperblazers (3 trompetten en 3 trombones) - tekst: Tom Hedlund

### Werken voor koor
- 1994 Köld, voor gemengd koor en twee slagwerkers - tekst: Mats Gellerfeldt
- 1995 Allting - ingenstans, voor gemengd koor - tekst: Octavio Paz (Zweedse vertaling: Artur Lundkvist en Marina Torres)
- 1996 Grow : musik om och för växande, voor jeugdkoor, houtblazers, koperblazers en orkest
- 2001 Spring song, voor gemengd koor - tekst: Thomas Nashe
- 2002 Ahead, voor zes solisten, kamerkoor en elektronica
- 2002 A prayer, voor sopraan, alt, kamerkoor, strijkorkest en slagwerk
- 2003 Kissrain, Watersleep, voor kamerkoor en twee slagwerkers - tekst: Sören Ulrik Thomsen
- 2003 Like Endless Chains of Gold, voor gemengd koor en kamerensemble
- 2006 Kyrie, Sanctus, Agnus Dei, misordinarium voor gemengd koor
- 2010 Dona nobis pacem, voor gemengd koor en orkest

### Vocale muziek
- 1991 Gråten i tavlan, voor mezzosopraan, cello en piano - tekst: Magnus Persson
- 1992 Att jag kunde smeka bort din sorg, voor mezzosopraan, cello en piano - tekst: Magnus Persson
- 1995 Skönheten var en ton, voor sopraan, klarinet, viool, altviool, cello en marimba - tekst: Dag Hammarskjöld
- 1997 Softly singing, voor tenor en cello - tekst: van de componiste
- 2003 Three songs, voor bariton en twee slagwerkers 
  1. Rondeau - tekst: Leigh Hunt
  2. The fly - tekst: William Blake
  3. A flower was offered to me - tekst: William Blake
- 2004 Nocturne, voor zes solostemmen - tekst: William Blake
- 2007 Kärlekstecken, voor sopraan, bariton en strijkorkest - tekst: Indiase Veda's (Zweedse vertaling: Elin Lagerkvist), Erik Johan Stagnelius, Johann Wolfgang von Goethe (Zweedse vertaling: Erik Johan Stagnelius)

### Kamermuziek
- 1992 Approach, voor saxofoonkwartet
- 1994 Ceremony X, voor drie trompetten
- 1994 Like a tunnel, voor dwarsfluit, viool en piano
- 1995 Hypnosis, voor piano en geluidsband
- 1995 That short moment, voor strijkkwartet
- 1996 Lines and labyrinths, voor dwarsfluit, hobo, klarinet, fagot, saxofoon, hoorn, trombone slagwerk, twee violen, altviool, cello, contrabas en piano
- 1997 Inside the night, voor klarinet, trompet, altviool en slagwerk
- 2000 Floating, voor klarinet en gitaar
- 2002 Magic green and solid black, voor dwarsfluit, basklarinet, trompet, trombone, viool en contrabas
- 2002 Quintet, voor strijkkwartet en piano
- 2004 Sounds of transparence, voor dwarsfluit, slagwerkers en orgel

### Werken voor piano
- 2003 Inevitable interaction, voor twee piano's
- 2003 Message 3 nr. 9

### Werken voor slagwerk
- 1994 Omina, voor zes slagwerkers
- 2000 Impressions - imaginations, voor slagwerkensemble

### Elektronische muziek
- 1996 Whining song, voor elektronica